# سعيد عقل
سعيد عقل (4 يوليو 1912م – 28 نوفمبر 2014م)، شاعر لبناني يعتبر من أبرز الشعراء اللبنانيين المعاصرين. عمل في التعليم والصحافة.

## النشأة والمسيرة
ولد في قضاء زحلة، في محافظة البقاع بلبنان. عمل في التعليم والصحافة. كان من أعظم الشعراء الموجودين وقد لقب ب«الشاعر الصغير» نسبة إلى أنه كان شاعرا منذ طفولته وقد تميز شعره بالتجديد.

## التوجه السياسي
يعتبر سعيد عقل من أكبر دعاة القومية اللبنانية وقد ساهم بشكل كبير في تأطير فكرها الإيديولوجي من خلال التركيز على «الخاصية اللبنانية». حيث أنه بسنة 1972م كان من مؤسسي حزب التجدد اللبناني كما كان يعتبر الأب الروحي لحزب حراس الأرز الذي يتزعمه إتيان صقر.
يؤخذ عليه تأييده لقضاء إسرائيل على الوجود الفلسطيني في لبنان عبر تأييده الهجوم الإسرائيلي على لبنان عام 1982 ردا على ما سببه الوجود العسكري الفلسطيني المسلح في لبنان.

## اللغة اللبنانية والأبجدية
أبجديته المصممة للغة اللبنانية استخدمت الأبجدية اللاتينية، بالإضافة إلى بضعة أحرف مصممة حديثا وبعض الحروف اللاتينية المعلمة لتتناسب مع علم الأصوات اللبناني. أبجدية عقل اللاتينية احتوت 36 حرفاً.

صحيفة LEBNAAN بأجدية سعيد عقل (العدد #686)

## أعماله
- أُردُنُّ أرضَ العزمِ (قصيدة)
- سائليني يا شآم (قصيدة)
- نشيد جمعية العروة الوثقى] - للنسور ولنا الملعب
- بنت يفتاح (مسرحية) - 1935
- المجدلية (مسرحية) - 1937
- قدموس (مسرحية) - 1944
- ردنلي - 1950
- مشكلة النخبة - 1954
- أجمل منك لا! - 1960
- لبنان إن حكى (تاريخ وأساطير) - 1960
- كأس الخمر - 1961
- يارا (بالحرف القومي اللبناني) - 1961
- أجراس الياسمين - 1961
- كتاب الورد - 1972
- دلزى - 1973
- كما الأعمدة - 1974
- خماسيات (بالحرف القومي اللبناني) - 1978
- قصائد من دفترها - 1979
- الذهب (بالفرنسية) - 1981
- ياكتريم - 1999
- حكمة فينيقيا - 1999
- قداس - 1999
- قداس - 2000
- غنيت مكة(قصيدة)

## المغنون له
غنى له من كلماته كبار المغنين اللبنانيين تغنوا بأشعاره أبرزهم فيروز[المصدر؟] التي غنت له من ألحان محمد عبد الوهاب «مر بي»، وأردنّ أرض العزم ومن ألحان الأخوين رحباني قصائد عدة أشهرها ما يتغنى بالقدس والشام ومكة المكرمة، _وينسب له تأليف قصيدة «زهرة المدائن»[المصدر؟] وهو اعتقاد خاطئ فهي من تأليف وتلحين الأخوين الرحباني_ و«سيف فليشهر» (القدس في البال)[المصدر؟].
غنت له فيروز (قصيدة) سائليني يا شآم سنة 1960 وكان نظمها وأنشدها في إذاعة دمشق السورية (في أربعينات القرن الماضي)، مراجعة جريدة الشرق الأوسط 15 أغسطس (آب) 2018 رقم العدد [ 14505] : قصة إطلاق أغنية «سائليني يا شآم» من إذاعة دمشق ومنعها بقرار من عبد الناصر، بقلم شربل القطار .

## مواقفه
أثارت مواقفه جدلاً واسعا منها ترحيبه باجتياح إسرائيل للبنان في العام 1982، ودعوته لها القضاء على الفلسطينيين، واعتباره لبنان فينيقيا لا ينتمي إلى المحيط العربي، ودعوته للتخلي عن اللغة العربية الفصحى واعتماد اللهجة العامية كلغة قومية لبنانية، وقد وضع «الأبجدية اللبنانية» التي تكتب بحروف لاتينية.

## وفاته
توفي عن عمر 102 في 28 نوفمبر (2014)

## وصلات خارجية
- سعيد عقل على موقع أرشيف الشارخ.
- سعيد عقل شاعراً أسطوريّاً في المجدليّة وقَدْموس نسخة محفوظة 23 سبتمبر 2015 على موقع واي باك مشين. للباحث جوزف طانيوس لبس
- مقابلة وثائقية مع سعيد عقل / قناة العربية
- نبذة عن حياته نسخة محفوظة 3 يونيو 2008 على موقع واي باك مشين.
- مقابلة مع الشاعر حبيب يونس مقدم برنامج نقطة فاصلة على أو تي في على يوتيوب
- لبنان ان حكى بالإنكليزية
- بعض قصائده نسخة محفوظة 4 فبراير 2012 على موقع واي باك مشين.
- عن سعيد عقل موقع إسلام اون لاين